# Neuenbeuthen
Neuenbeuthen ist ein Ortsteil von Drognitz im Landkreis Saalfeld-Rudolstadt. Erfüllende Gemeinde für Drognitz ist die Gemeinde Kaulsdorf in Thüringen.

## Geografie und Geologie
Neuenbeuthen liegt südwestlich von Drognitz auf einem Hochplateau des Südostthüringer Schiefergebirges links der Saale am Hohenwarte-Stausee. Die Böden der Nutzflächen haben einen hohen Feinerdeanteil und einen überdurchschnittlichen Humusgehalt. Mit diesen Bodenfruchtbarkeitsfaktoren sind unter den Klimabedingungen stabile Erträge erreichbar.
Der Ort liegt auf einer Teilhochfläche über dem Lothratal und dem großen Otterbach. Von hier kann man auf das Umland und den oberen Lauf der Saale blicken. Die Straßenverbindung ist über die L 2366 mit Halt kurz vor dem Ort gegeben.

## Geschichte
Am 7. August 1136 war die urkundliche Ersterwähnung des Dorfes. Die 1575 gebaute Kirche wurde 1769 wegen Baufälligkeit abgerissen. Eine neue Kirche wurde an ihrer Stelle erbaut. Der Ort gehörte bis 1815 zum kursächsischen Amt Ziegenrück und kam nach dessen auf dem Wiener Kongress beschlossenen Abtretung an den preußischen Landkreis Ziegenrück, zu dem der Ort bis 1945 gehörte.
Am 1. Januar 1997 wurde Neuenbeuthen nach Drognitz eingemeindet.

## Tourismus
Der Ziehmtal-Viadukt ist ein gusseisernes Wunder der Vergangenheit und Gegenwart.
Die Burgruine Wysburg 1,2 Kilometer östlich des Ortes ist ein Denkmal.